# KazCosmos
Agenția Spațială Națională a Republicii Kazahstan (în kazahă Қазақстан Республикасы Ұлттық ғарыш агенттiгi, cu alfabetul chirilic: Qazaqstan Respublikasy Ūlttyq ğaryș agenttıgı), cunoscută și sub numele de KazCosmos sau KazKosmos, este agenția spațială națională a Kazahstanului și a fost înființată oficial la 27 martie 2007.

## Istoric

### Corpul de cosmonauți
La 7 ianuarie 2000 guvernul kazah a decis că va forma un corp de cosmonauți. La acel moment, doi cosmonauți kazahi zburaseră deja: Toktar Aubakirov⁠(d) (în 1991) și Talgat Musabayev⁠(d) (în 1994, 1998 și ulterior în 2001). Doi viitori cosmonauți: Aidyn Aimbetov⁠(d) și Mukhtar Aymakhanov⁠(d) au fost selectați în anul 2002 dintr-un număr de 2000 de candidați. Ei au fost trimiși în Orașul Stelar din Rusia, unde au urmat un antrenament din 2003 până în 2009, când criza financiară mondială a amânat pe termen nelimitat zborul spațial. În anul 2009 s-au întors pentru a lucra la KazCosmos. Ei erau programați inițial să facă parte dintr-un zbor spațial în 2005 sau 2006. Aymakhanov a părăsit Kazahstanul în 2012 pentru a deveni cetățean rus și a urma o carieră de cosmonaut. Aimbetov era încă pregătit pentru zborul spațial în aprilie 2015 și fusese proiectat inițial să zboare la o lansare ce urma să aibă loc în 2017. În iunie 2015 a fost selectat ca înlocuitor pe Soyuz TMA-18M⁠(d) / Soyuz TMA-16M al cântăreței engleze Sarah Brightman, care s-a retras din programul de pregătire, și al rezervei ei, antreprenorul japonez Satoshi Takamatsu⁠(d), care a refuzat să mai zboare. Aidyn Aimbetov a fost lansat de pe cosmodromul Baikonur pe 2 septembrie 2015, a andocat la Stația Spațială Internațională și s-a întors pe 11 septembrie 2015, aterizând în stepa Kazahstanului, după ce a petrecut 10 zile în spațiu.

### Sateliți
În anul anterior înființării, la 18 iunie 2006, satelitul de comunicații KazSat-1⁠(d) a fost lansat de pe Cosmodromul Baikonur, marcând începutul operațiunilor spațiale independente de zbor ale Kazahstanului. În anul 2008 comunicațiile cu satelitul s-au încheiat și, prin urmare, acesta a fost declarat pierdut. Următorul satelit planificat, KazSat-2⁠(d), a suferit mai multe întârzieri, dar a fost lansat în cele din urmă pe 16 iulie 2011 de la bordul unei rachete Proton. KazSat-2 a fost construit de Krunichev și Thales Alenia Space Italy. Agenția KazCosmos a semnat apoi un contract cu ISS-Reshetnev și Thales Alenia Space Italy pe 21 iunie 2011 pentru un al treilea satelit de telecomunicații, numit KazSat-3⁠(d), care a fost lansat în anul 2014.

## Operațiuni
Directorul agenției, Talgat Musabayev⁠(d), este un veteran al zborurilor spațiale, care a efectuat trei zboruri în Comos și două sejururi de lungă durată la bordul stației spațiale rusești Mir. Musabayev susține că Cosmodromul Baikonur, care se află în Kazahstan, este componenta principală a cooperării dintre programele spațiale ruse și kazahe. Rușii continuă să folosească în mod intensiv cosmodromul Baikonur pentru lansări.